# Poecilipta formiciformis
Poecilipta formiciformis is een spinnensoort uit de familie van de loopspinnen (Corinnidae).
De wetenschappelijke naam van de soort werd in 1904 als Corinnomma formiciforme gepubliceerd door William Joseph Rainbow.